# Abbaye de Grafschaft
L’abbaye de Grafschaft  est une ancienne abbaye bénédictine fondée en 1072 par Annon II de Cologne, archevêque de Cologne. Elle est reprise par les sœurs de la Miséricorde de Charles Borromée en 1948. L'abbaye de Grafschaft se situe à environ 3 km de Schmallenberg, en Rhénanie-du-Nord-Westphalie. Dans les édifices de l'abbaye se trouve un  hôpital.